# 植物的诱导抗性
植物的诱导抗性是植物防御植食者的基本策略之一，它使得植物只在需要的时候、需要的部位产生必要数量的防御物质，从而节省能量。抗性的诱导在反应、效果、信息等方面具有很高的特异性。关于植物诱导抗性的机制，目前尚无定论，存在不少假说。植物的诱导抗性可以为农业上病虫害治理提供理论依据，并可以在实践中加以应用。

## 发现
1901年确定了植物对病原体保护的诱导抗性，并被描述为 "获得性抗性系统"。随后，人们使用了几个不同的术语，即 "获得性生理免疫"、"抗性置换"、"植物免疫功能 "和 "诱导系统抗性"。 已发现许多形式的刺激可以诱导植物对病毒、细菌和真菌等疾病的抗性，包括机械因素（干冰破坏、电磁、紫外线以及低温度和高温处理等）化学因素（重金属，盐、水、水杨酸）和生物因素（真菌、细菌、病毒及其代谢物）。

## 简介
诱导抗性是一种基本的病原体抗性现象，它可以作为一种可持续地替代杀真菌剂。植物的抗性反应是基于对入侵病原体的识别，成功的抗性是通过宿主的抗性基因（R-genes）和同源的效应蛋白之间的反应实现的。宿主的抗性基因（R-基因）和同源病原体编码的效应蛋白之间发生反应，从而实现成功的疾病抵抗。这种模式被称为效应物-触发-免疫(ETI)。植物依靠病原体表面的识别系统受体的识别系统来检测入侵，这被称为病原体相关分子模式(PAMPs)。如果植物缺乏R基因或对某一特定的病原体缺乏PAMPs，则相应的防御反应往往不会被激活，因此，植物容易受到相应病原体的侵害。PTI的激活需要水杨酸的参与(SA)信号途径，这反过来又激活了ETI。ETI导致活性氧(ROS)在感染部位的积累，通常导致超敏反应，使感染部位出现坏死病变。此外，ETI是激活几个防御相关基因的关键以表达病原体相关蛋白（PRs），整个反应可以使植物在几小时到几天内萌发更高水平的抗性能力，而且抗性反应在未接种的部分也存在PR基因反应的情况下，属于系统获得性抗性抗性（SAR）。此外，PR蛋白是通常是由植物先天免疫系统的激活引起的，而ETI是其中的一个激活途径。PR蛋白可以对病原体产生直接影响，例如降解细胞壁或抑制孢子发芽，也可以作为信号分子激活其他防御途径。诱导的抗性有时不会在整个植物中系统地表达，而局部的抗性表达也是由于抗性的表达也是ETI反应的结果。识别PAMPs导致一系列PR-蛋白质的表达升高，并产生一些与防御有关的反应，如氧化爆发、植物激素的合成和刺激气孔关闭，以防御病原体的侵入和渗透。因此，诱导抗性能够使宿主获得对广泛的病原体的抵抗力，这种激活的抗性往往能提供一个增强的或更快的保护。因此，诱导抗性被认为可以加强植物对各种潜在病原体的防御以对广泛的潜在病原体的防御，并为作物保护的发展提供额外的能力。Van Loon等人(1998)提出另一个信号途径是诱导系统抗性（ISR）包括乙烯（ET）和茉莉酸（JA）的信号，并被非致病病原体，非致病性的根瘤菌株，激活。PR-蛋白被认为不会在这里积累。总之，ISR和SAR是植物抵抗病原体攻击的关键机制。ISR是由诱导剂启动的，而SAR是由病原体感染触发的。两种不同的诱导抗性都可以激活PR基因的表达以促进防御蛋白的合成。然而，SA和JA的信号传导途径不同，导致防御反应的启动和调节的变化。

## 作用方式
植物的诱导抗性有2种主要作用方式：SAR途径和ISR途径。SAR可以引起快速的局部反应，或超敏反应，病原体被限制在感染部位的一个小区域。如前所述，水杨酸是SAR途径的作用方式。ISR通过茉莉酸（JA）的作用方式增强植物的防御系统。两者都作用于NPR-1的效果，但SAR利用PR基因。值得注意的是，这两种介导的反应相互之间有调节作用。随着SA的上升，它可以抑制JA的作用。在激活这两种反应时，需要保持一种平衡。
ISR反应可由根瘤菌介导，根瘤菌对坏死性病原体和对JA/ET防御系统敏感的昆虫食草动物有效。 根瘤菌介导的ISR的重要性已被广泛报道。
植物诱导系统抗性的生物因子一般包括两大类，即经典的植物诱导抗病性（PGPR）或促进植物生长的真菌（PGPF），以及促进植物生长的根瘤菌细菌（PGPR）或促进植物生长的真菌（PGPF）。区别主要在于后者能有效促进植物生长，提高作物产量，同时引起（或增加）植物对疾病（有时包括害虫）的抵抗力。

### 常规防御
总在植物体存在，可随进化或者植物的生长期改变，与伤害无关。

### 诱导反应
受到伤害的植物所发生的变化。可分为直接反应和间接反应。

### 诱导防御
能即时增加受伤害植物的适合度的诱导反应。

### 诱导抗性
植物对于物理或化学的外部刺激所产生的增强其抵御能力的反应。对于植食者而言，那些能降低植食者存活率、生殖率或偏好性的植物诱导反应。

### 诱导因子
外部刺激因素。

### 短期诱导反应
植物产生的诱导反应在短期内消失的现象。这被认为是植物为节省能量所采取的策略，但是防御效果不是很明显。

### 长期诱导反应
与前者相对，具有防御效果明显的优点，但是需要长期消耗植物的能量。

## 应用研究
迄今为止，关于诱导植物系统抗性的工作表明，诱导植物系统抗性工作对基础和应用研究具有重要意义。
诱导抗性在甜瓜、烟草、豆类、马铃薯和水稻中的应用已经取得了巨大的成功。在过去十年中，诱导系统抗性的研究已经成为一个非常活跃的研究领域。

人工激活ISR途径的方法是一个活跃的研究领域。 诱导植物系统抗性的研究和应用一直令人鼓舞，但还不是控制植物病原体的主要因素。纳入综合虫害管理计划已显示出一些有希望的结果。有研究表明，通过激活根系相关微生物引发的茉莉花酸信号，可以防御啃叶害虫。
一些正在进行的ISR研究包括：（1）如何系统地改进诱导因子的选择；（2）诱导因子的损伤；（3）诱导因子的多效应现象；（4）化学诱导因子对环境因子的影响；（5）建立多元生物诱导因子的群体稳定性。对ISR的研究主要是由对农药使用的反应推动的，包括：1）病原体对农药的抗性增加；2）必须从市场上清除一些毒性较大的农药；3）作为农药使用的影响而引起的健康和环境问题；4）某些农药无法控制一些病原体。

## 研究历史
人们对于植物诱导抗性的理性的关注只有二三十年的历史。但是早在十九世纪达尔文就观察到了植物表形的可塑性，他在给塞姆波尔的信中提到“我推测，是否一个对重复出现的和巨大变化的环境条件适应的种类不再对环境的变动敏感”。